# 布田站
布田站（日语：／ Fuda eki */?）是一個位於東京都調布市國領町五丁目，屬於京王電鐵京王線的鐵路車站。車站編號是KO17。

## 年表
- 1917年，作為京王電氣軌道的車站啟用，當時車站位於甲州街道北邊。
- 1927年12月17日，搬至現址。
- 1944年5月31日，京王與東京急行電鐵合併後，布田站作為京王線的車站運行。
- 1948年6月1日，東急與京王帝都電鐵分拆，布田站成為京王的車站。
- 2007年3月4日，暫時採用跨站式站房，同時車站設備無障礙化，以便傷殘人士使用。
- 2012年8月19日，改建為地下站。
- 2013年2月22日，以KO17作為布田站的編號。

## 車站構造
本站原是相對式月台2面2線地上站。在京王線調布站附近連續立體交差事業完成後，本站現為島式月台1面2線地下站。
過去本站月台位於彎道上，地下化後的月台為直線上。
地下化後與調布站、國領站皆設置月台門。本站為全罩式月台門。

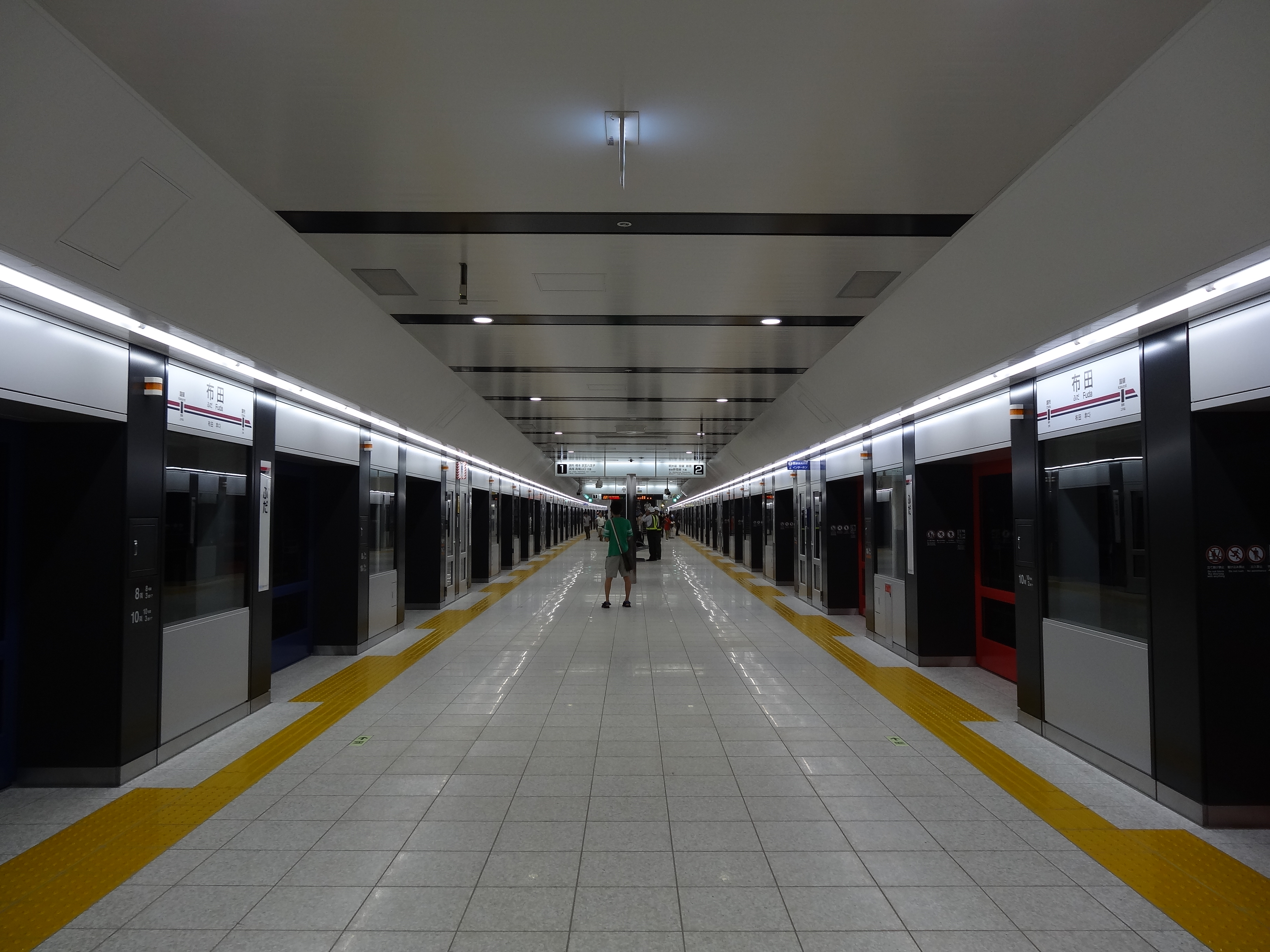
地下化後的月台（2012年8月）
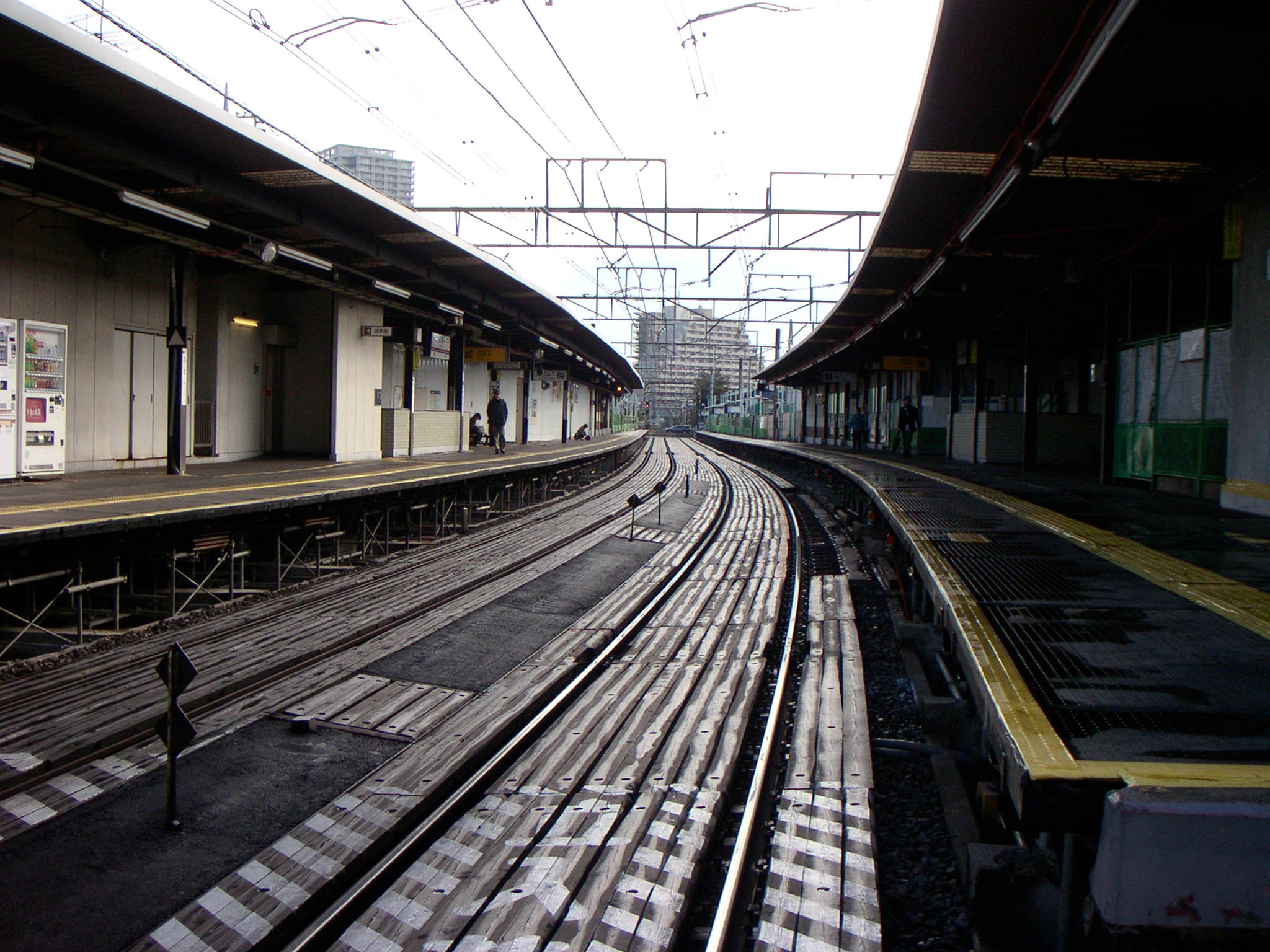
線路與月台，從調布站側往上行方向眺望（2005年11月）
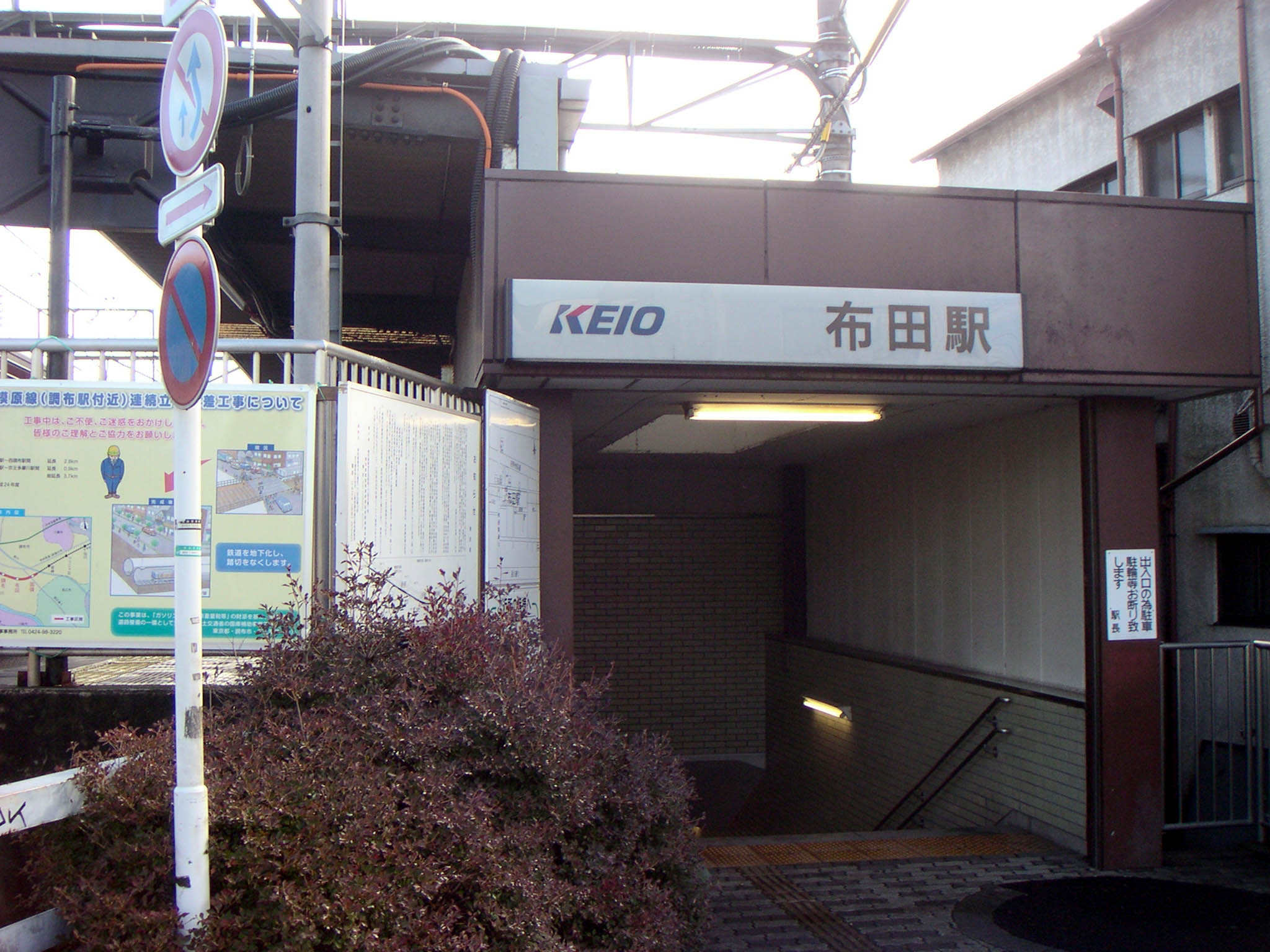
舊南口（2005年11月）

### 車站設施
- 月台門 - 與東京地下鐵南北線一樣是全罩式月台門。
- 電扶梯
- 通用廁所

### 月台配置
| 月台 | 路線   | 方向 | 目的地                               |
| ---- | ------ | ---- | ------------------------------------ |
| 1    | 京王線 | 下行 | 調布、橋本、京王八王子、高尾山口方向 |
| 2    | 京王線 | 上行 | 明大前、笹塚、新宿、新宿線方向       |

## 使用情況
2016年度一日平均上下車人次為16,638人。
| 年度               | 一日平均 上下車人次 | 一日平均 上車人次 | 來源   |
| ------------------ | ------------------- | ----------------- | ------ |
| 1955年（昭和30年） | 3,208               |                   |        |
| 1960年（昭和35年） | 4,547               |                   |        |
| 1965年（昭和40年） | 5,102               |                   |        |
| 1970年（昭和45年） | 4,877               |                   |        |
| 1975年（昭和50年） | 4,524               |                   |        |
| 1980年（昭和55年） | 9,736               |                   |        |
| 1985年（昭和60年） | 11,189              |                   |        |
| 1990年（平成02年） | 11,960              | 5,890             | [ 3 ]  |
| 1991年（平成03年） |                     | 6,085             | [ 4 ]  |
| 1992年（平成04年） |                     | 6,041             | [ 5 ]  |
| 1993年（平成05年） |                     | 6,137             | [ 6 ]  |
| 1994年（平成06年） |                     | 6,079             | [ 7 ]  |
| 1995年（平成07年） | 12,773              | 6,276             | [ 8 ]  |
| 1996年（平成08年） |                     | 6,395             | [ 9 ]  |
| 1997年（平成09年） |                     | 6,485             | [ 10 ] |
| 1998年（平成10年） |                     | 6,633             | [ 11 ] |
| 1999年（平成11年） |                     | 6,686             | [ 12 ] |
| 2000年（平成12年） | 13,994              | 6,844             | [ 13 ] |
| 2001年（平成13年） |                     | 6,836             | [ 14 ] |
| 2002年（平成14年） |                     | 6,934             | [ 15 ] |
| 2003年（平成15年） | 14,472              | 7,060             | [ 16 ] |
| 2004年（平成16年） | 14,625              | 7,142             | [ 17 ] |
| 2005年（平成17年） | 14,913              | 7,362             | [ 18 ] |
| 2006年（平成18年） | 14,983              | 7,490             | [ 19 ] |
| 2007年（平成19年） | 15,609              | 7,825             | [ 20 ] |
| 2008年（平成20年） | 15,746              | 7,912             | [ 21 ] |
| 2009年（平成21年） | 15,635              | 7,847             | [ 22 ] |
| 2010年（平成22年） | 15,573              | 7,816             | [ 23 ] |
| 2011年（平成23年） | 15,379              | 7,699             | [ 24 ] |
| 2012年（平成24年） | 15,366              | 7,710             | [ 25 ] |
| 2013年（平成25年） | 15,719              |                   |        |
| 2014年（平成26年） | 16,006              |                   |        |
| 2015年（平成27年） | 16,466              |                   |        |
| 2016年（平成28年） | 16,638              |                   |        |

## 車站周邊
距離東邊的國領站約700公尺，距離西邊的調布站約600公尺。
- 圓福寺
- 調布不動尊
- 國領神社（日语：國領神社）
- 調布國領五郵便局
- 調布八雲台郵便局
- 多摩川醫院
- 京王巴士東調布營業所（日语：京王バス東・調布営業所）

### 巴士路線
車站北側有「布田」巴士站。以下路線由京王巴士東與小田急巴士運行。
- 吉14（日语：京王バス東・調布営業所）、調34（日语：京王バス東・調布営業所）、調35（日语：京王バス東・調布営業所）：往調布站北口（京王）
- 吉14（日语：小田急バス吉祥寺営業所）、調35（日语：小田急バス吉祥寺営業所）、境91（日语：小田急バス狛江営業所）：往調布站北口（小田急）
- 境91：經調布站北口、大澤往武藏境站南口（小田急）
- 吉14：經八雲台、三鷹市役所往吉祥寺站（京王、小田急） ※夜間往吉祥寺站中央口
- 調34：經八雲台往深大寺（京王）
- 調35：經八雲台、晃華學園（日语：学校法人晃華学園）往杏林大學醫院（日语：杏林大学医学部付属病院）（京王、小田急）
- 境91：經國領站往狛江營業所（日语：小田急バス狛江営業所）、狛江站北口（小田急）

稍遠的品川通還有「地藏前」巴士站。

## 站名由來
自古以來，車站周邊便是盛產「布」的土地，猶如「布之田」，因而稱為「布田」。布田除調布市外，多摩川對岸的川崎市多摩區也有同樣地名（中野島站附近）。

## 相鄰車站
京王電鐵
 京王線
■特急、■準特急、■急行、■區間急行、■快速
通過
■各站停車
國領（KO16）－布田（KO17）－調布（KO18）

## 外部連結
- 布田 - 京王電鐵

35°38′59.7″N 139°33′5″E / 35.649917°N 139.55139°E